# Acantholycosa logunovi
Acantholycosa logunovi Marusik, Azarkina & Koponen, 2004 è un ragno appartenente alla famiglia Lycosidae.

## Etimologia
Il nome della specie è in onore del raccoglitore dell'olotipo: l'aracnologo russo Dmitri Logunov (1962-  ).

## Caratteristiche
L'olotipo maschile rinvenuto ha lunghezza totale è di 6,80-7,50mm; la lunghezza del cefalotorace è di 3,60-3,75mm; e la larghezza è di 2,85-2,95mm.

## Distribuzione
La specie è stata reperita nella Russia centrale: l'olotipo maschile è stato rinvenuto 50 chilometri ad ovest di Kosh-Agach, e circa 20-25 chilometri ad ovest di Bel'tir, fra 2900 e 3100 metri di altitudine, nella sezione russa dei Monti Altaj.

## Tassonomia
A questa specie non è stato attribuito un gruppo di appartenenza.
Al 2016 non sono note sottospecie e dal 2011 non sono stati esaminati nuovi esemplari.